# شهرستان فلمینگ (کنتاکی)
شهرستان فلمینگ، کنتاکی (به انگلیسی: Fleming County, Kentucky) یک سکونتگاه مسکونی در ایالات متحده آمریکا است که در کنتاکی واقع شده‌است.

## خصوصیات
شهرستان فلمینگ ۹۱۰ کیلومترمربع مساحت دارد.